# École Spéciale d’Architecture

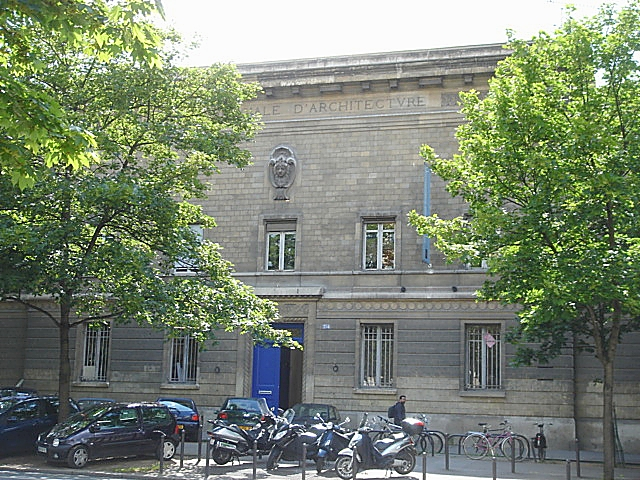
École Spéciale d’Architecture

Die École Spéciale d’Architecture (ESA) in Paris wurde 1865 unter dem Namen École Centrale d’Architecture gegründet. Sie ist die älteste reine Architekturhochschule in Frankreich und die einzige private. Direktorin ist seit Dezember 2021 Marie-Christine Labourdette.
Die Gründung geht zurück auf Eugène Viollet-le-Duc, der den Architekturunterricht an der École Impériale des Beaux-Arts (heute: École nationale supérieure des beaux-arts – ENSBA) reformieren und den speziellen Anforderungen des Berufs anpassen wollte. Den Auftrag, den ihm Napoléon III. zu diesem Zweck erteilte, musste er wegen des Widerstands der Schule und ihrer Studenten zurückgeben.
Daher unterstützte Viollet-le-Duc zusammen mit anderen, darunter Ferdinand de Lesseps, das Projekt des Ingenieurs Émile Trélat, eine freie Architekturschule zu gründen, um das Monopol der Académie in der Architektenausbildung an der École des beaux-arts zu brechen.
1865 wird die Schule unter der Leitung von Émile Trélat in der Rue de l’Enfer in Paris mit 59 Studenten eröffnet. 1904 zieht sie an den Boulevard Raspail, wo sie noch immer ihren Sitz hat.
1907 übernimmt Émile Trélats Sohn Gaston die Leitung; ihm folgt 1929 Henri Probst (1892 Diplom an der ESA, 1902 Grund Prix de Rome an der École des beaux-arts), der neue Fächer einführt: Städtebau, Gartenarchitektur, Baustellenorganisation, Bauwirtschaft. Probst leitet die Schule bis 1959. Dozenten sind in dieser Zeit z. B. Auguste Perret, Robert Mallet-Stevens, bekannte Studenten Pierre Vago, Al(fred) Mansfeld u. a.
Die Schule hat (2010) 675 Studenten, die von 80 Dozenten unterrichtet werden. Pro Jahr werden etwa 120 staatlich anerkannte Diplome vergeben; weltweit sind rund 10.000 Absolventen der ESA tätig.